# Osojščica
Osojščica, nemško Gerlitzen je 1909 m visoka gora, ki se nahaja severno od naselja Annenheim nad Osojskim jezerom na avstrijskem Koroškem. Osojščica je ena najjužnejših gora v skupini Nockberge, ki se nahaja v Krških Alpah.